# 马修·费斯汀
馬修·費斯汀（英語：Matthew Festing，1949年11月30日—2021年11月12日），為第79任馬爾他騎士團大教長，自2008年起，為終身職。同時他也為自1258年以來第二位被選為大教長的英國裔人士。自1977年獲准加入馬爾他騎士團以來，經歷許多職位。2017年1月24日，受教宗方濟各之邀，辭去大教長一職，政務議會於1月28日通過其請辭。
2015年，獲頒台灣輔仁大學名譽哲學博士學位。